# Боровское (Смоленская область)
Боровское — деревня в Починковском районе Смоленской области России. Входит в состав Ленинского сельского поселения. Население — 44 жителя (2007 год). 
Расположена в центральной части области в 4 км к юго-востоку от Починка, в 5 км южнее автодороги Р96 Новоалександровский(А101) - Спас-Деменск — Ельня — Починок, на берегу реки Глистовка. В 6 км северо-западнее деревни расположена железнодорожная станция Починок на линии Смоленск — Рославль. 

## История
В 1928 — 1930 годах для обеспечения обороны западных рубежей страны был построен военный аэродром Боровское, получивший название по ближайшему населённому пункту. В предвоенные годы на аэродроме сформированы 47-я авиадесантная бригада особого назначения, 214-я воздушно-десантная бригада и 3-й тяжёлый бомбардировочный авиационный полк. 26 июня 1941 года, с аэродрома Боровское на своё последнее боевое задание вылетел экипаж самолёта ДБ-3ф под командованием капитана Николая Гастелло.
В годы Великой Отечественной войны деревня была оккупирована гитлеровскими войсками в июле 1941 года, освобождена в сентябре 1943 года. Аэродром Боровское использовался ВВС нацистской Германии и подвергался бомбардировке со стороны советской авиации. В результате этих действий в Боровском имелись многочисленные жертвы среди военнопленных и мирного населения.
После освобождения от оккупации аэродром Боровское использовался в интересах Военно-Воздушных Сил РККА. С 14 декабря 1944 года здесь базировался 640-й бомбардировочный авиационный полк. Прикрытие района обеспечивал 1552-й аэродромный полк противовоздушной обороны (1552 аэр. полк ПВО). 
В 2015 году рядом с полем в Боровском был установлен памятный знак в память о трагедии Великой Отечественной войны, мужестве боевых летчиков и невинных жертвах со стороны мирных жителей.